# Voetzoeker

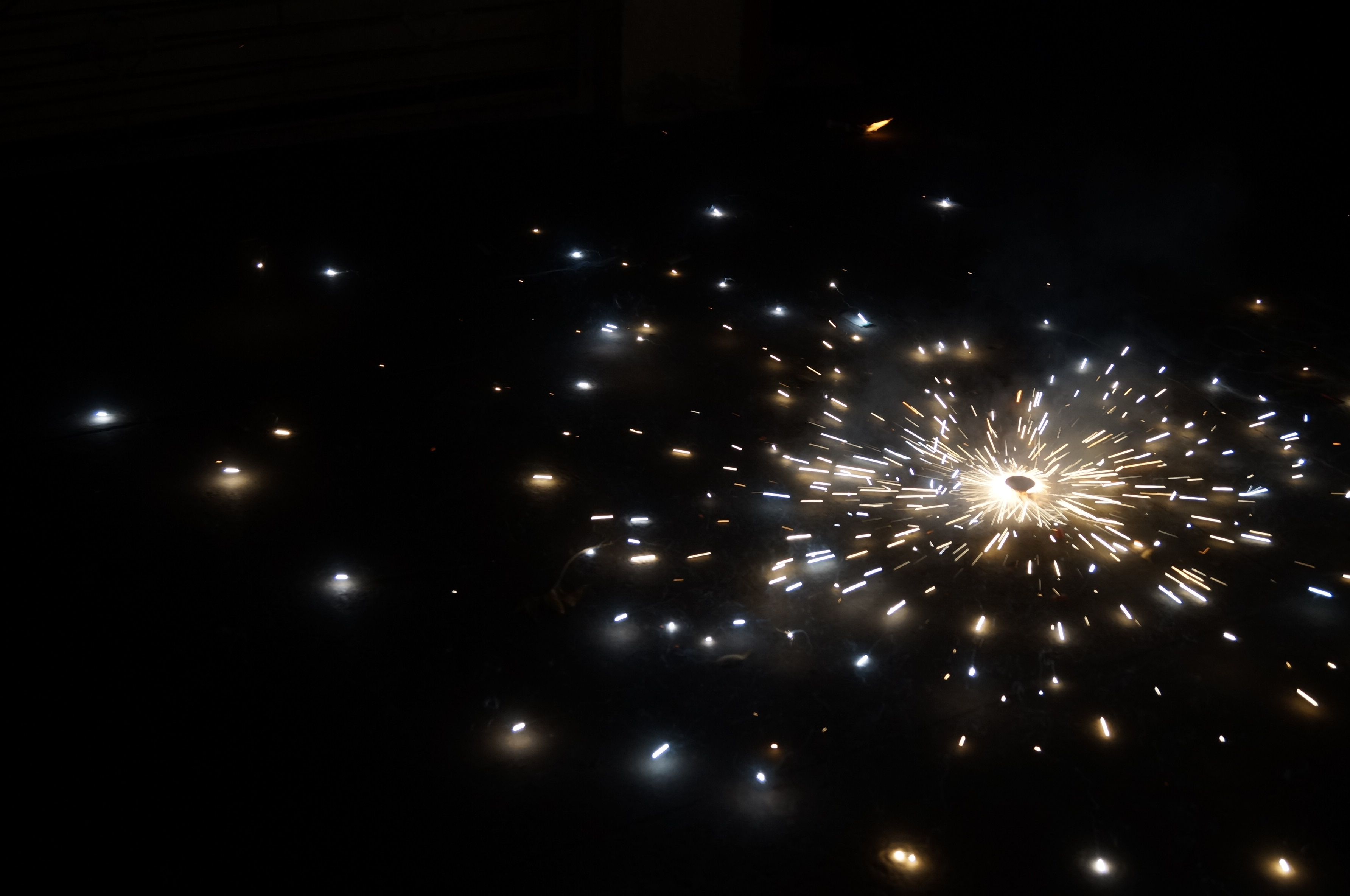

Een voetzoeker is een klein stuk vuurwerk, dat eenmaal afgestoken en weggeworpen grillig over de grond schiet en binnen een paar seconden met een harde knal uitbrandt. De voetzoeker heet ook zwermer en is verwant aan het rotje.